# Andrea Da Rold
Andrea Da Rold (* 2. Juli 1972 in Belluno) ist ein ehemaliger italienischer Fußballspieler.
Der Abwehrspieler begann seine Karriere bei den unterklassigen Klubs Belluno und Giorgione. Mit Giorgione stieg er 1992 in die Serie C2 auf. 1993 wechselte er zu Fiorenzuola in die Serie C1. Nach drei Jahren ging er zum Erstligisten Hellas Verona. Dort wurde er aber nicht eingesetzt und wechselte schon im September 1996 zu Lucchese in die Serie B. Zur nächsten Saison ging er zurück nach Verona, die mittlerweile aus der Serie A abgestiegen waren. Er absolvierte für Verona ein Spiel und wechselte dann im Oktober 1997 zum Drittligisten Brescello. Von 1998 bis 2000 stand er beim Ligakonkurrenten Ascoli unter Vertrag. Danach wechselte er zu Pescara in die Serie B. Nachdem er positiv auf Anabolika getestet worden war, wurde er im Februar 2001 wegen Dopings für 16 Monate gesperrt. 2003 spielte er wieder für Brescello (C2) und 2003/04 für Cittadella (C1). Danach ließ er im Amateurbereich bei seinem alten Klub Belluno seine Laufbahn ausklingen.